# Jamaica Station
Jamaica Station is een spoorstation van de Long Island Rail Road (LIRR) in de wijk Jamaica in het New Yorkse stadsdeel Queens. Het is het grootste en drukste station van Queens. De sporen liggen boven straatniveau, tussen Archer Avenue en 94th Avenue, waar deze gekruist worden door Sutphin Boulevard. Het station is dag en nacht in gebruik.
Jamaica Station is het belangrijkste overstapstation ("hub") van de Long Island Rail Road. De spoorlijnen van de LIRR verbinden aan de westkant Manhattan en Brooklyn via Queens/Jamaica met aan de oostkant Nassau County en Suffolk op Long Island. Het eindpunt op Manhattan, Pennsylvania Station, ligt op ruim 18 km, ongeveer 20 minuten rijtijd, van Jamaica.
Sinds december 2003 is het station ook een begin- en eindpunt van de toen geopende AirTrain JFK, een spoorlijn (people mover) die verbindt met alle terminals van het vliegveld John F. Kennedy.
In de periode 2001-2006 is het station drastisch verbouwd, met een nieuwe overkapping van staal en glas, een liftenhuis dat verbindt met de straat en met het ondergrondse metrostation, het eindpunt van de AirTrain en nieuwe kantoren van de LIRR.
Onder het treinstation bevindt zich, sinds 1988, het metrostation Sutphin Boulevard-Archer Avenue voor de New Yorkse metrolijnen E, J en Z.